# Una sconfinata giovinezza
Una sconfinata giovinezza è un film del 2010 scritto e diretto da Pupi Avati, prodotto da Duea Film e 01 Distribution.
Il film è stato escluso dalla 67ª Mostra internazionale d'arte cinematografica di Venezia ed è stato distribuito nelle sale a partire dall'8 ottobre, incassando 1.008.768 €.
In Una sconfinata giovinezza è presente l'ultima interpretazione di Vincenzo Crocitti: il film uscirà nelle sale dopo la morte dell'attore.

## Trama
Lino, un esperto giornalista sportivo de Il messaggero e commentatore sportivo Rai, è sposato da molti anni con Chicca, un'insegnante universitaria di filologia romanza. Il loro è un rapporto consolidato che ha superato non poche difficoltà tra le quali il sofferto mancato arrivo di un figlio.
Proprio quando sembrano aver trovato un loro equilibrio di coppia, Lino inizia ad accusare gli effetti debilitanti e degenerativi della malattia di Alzheimer. La malattia scombussola molto la relazione tra i due con Chicca che, mossa da amorevoli sentimenti, si ritrova tra mille dubbi ed angosce a dover trattare come un figlio piccolo il proprio marito pur di stargli vicino ed evitargli la sofferenza del ricovero.

## Riconoscimenti
Il film ha ricevuto due candidature ai Nastri d'argento: miglior soggetto e miglior scenografia.
Avati ha ricevuto anche un Nastro d'argento speciale «per la sua Sconfinata giovinezza cinematografica e soprattutto per un film che affronta con delicatezza e straordinaria intensità un tema personale e sociale importante, cinematograficamente inedito».
Nel 2011, al Bari International Film Festival di Bari, il film è stato premiato con il premio Dante Ferretti per il miglior scenografo a Giuliano Pannuti ed il premio Piero Tosi per il miglior costumista a Stefania Consaga e Maria Fassari.